# ヨット (バンド)
ヨット (YACHT) は、2002年に活動を開始したアメリカ合衆国ポートランド出身のエレクトロ・ポップバンド。クラウトロックやニューウェーブからの影響が色濃い、ハイセンスなエレクトロ・ディスコポップを奏でる。元はJona Bechtoltによるソロプロジェクトだったが、現在はバンドとして活動している。DFAレコーズ所属。

## 来歴
Jona Bechtoltによるソロプロジェクトとして2002年に活動を開始する。
2004年、デビューアルバム『Super Warren MMIV』をStates Rights Recordsからリリース。
2005年、2作目のアルバム『Mega』をMarriage Recordsからリリース。
2007年、3作目のアルバム『I Believe in You. Your Magic Is Real』をリリース。
2009年、4作目のアルバム『See Mystery Lights』をDFAレコーズからリリース。
2011年、5作目のアルバム『Shangri-La』をリリース。
2015年、６作目のアルバム『I Thought the Future Would Be Cooler』をDowntown Recordsからリリース。
2019年、7作目のアルバム『Chain Tripping』を古巣DFAレコーズからリリース。

## メンバー
- Jona Bechtolt
- Claire L. Evans
- Rob "Bobby Birdman" Kieswetter
- Jeffrey Brodsky
- Katy Davidson

## ディスコグラフィ
スタジオ・アルバム
- Super Warren MMIV (2004年) States Rights Records
- Mega (2005年) Marriage Records
- I Believe in You. Your Magic Is Real (2007年) Marriage Records
- See Mystery Lights (2009年) DFA Records
- Shangri-La (2011年) DFA Records
- I Thought the Future Would Be Cooler (2015年) Downtown Records
- Chain Tripping (2019年) DFA Records